# Har Hillel
Har Hillel (hebreiska: הר הלל) är ett berg i Israel.   Det ligger i distriktet Norra distriktet, i den norra delen av landet. Toppen på Har Hillel är 1 061 meter över havet, eller 158 meter över den omgivande terrängen. Bredden vid basen är 7,1 km. Har Hillel ingår i Haré Meron.
Terrängen runt Har Hillel är huvudsakligen lite bergig.Runt Har Hillel är det tätbefolkat, med 511 invånare per kvadratkilometer. Närmaste större samhälle är Karmi'el, 11,3 km väster om Har Hillel. 